# Il piccolo principe (film 2015)
Il piccolo principe (Le Petit Prince) è un film d'animazione del 2015 diretto da Mark Osborne.
La pellicola è l'adattamento cinematografico dell'omonimo romanzo scritto da Antoine de Saint-Exupéry nel 1943.

## Trama
In una città indefinita in cui l'ordine e l'abitudine la fanno da padrone, una ragazzina e sua madre hanno un colloquio per la Werth Academy, la miglior scuola della città. Dopo che la ragazza viene scartata, la madre decide di trasferirsi nel quartiere della scuola, in modo da poter studiare tutto l'anno, ritentare l'ammissione e frequentare la scuola. L'unica casa a buon mercato però è situata di fianco ad un'abitazione piuttosto bizzarra e, dopo che un'elica di un biplano sfonda il muro della loro casa mettendola a soqquadro riceve una lettera che narra la storia di un piccolo principe, la ragazzina, curiosa, si introduce attraverso l'apertura generata dall'elica nella staccionata nel giardino del vicino. L'anziano padrone di casa, alle prese con la riparazione del suo biplano, stringe una grande amicizia con la ragazza. Notando in che situazione è, comincia a raccontarle la sua storia, con la speranza di insegnare anche a lei l'importanza della gentilezza. 
Le narra così del Piccolo Principe, un ragazzino incontrato da lui molti anni prima nel deserto del Sahara dopo essersi schiantato col suo biplano a causa di un'avaria, che attraverso i suoi vari racconti gli fa comprendere quanto è magica l'amicizia e il rispetto reciproco. Lei, sempre più presa dal racconto, va a fargli visita ogni giorno, non rispettando così gli orari oppressivi imposti dalla madre. Quando la mamma scopre quanto sta accadendo, la costringe a tornare alla sua tabella di marcia. Dopo un po' però, spinta dal desiderio irrefrenabile di ascoltare la fine della storia e di stare con il suo amico aviatore, la piccola esce di nascosto di casa e va da lui, cercando di convincerlo a permetterle di aiutarlo a completare la riparazione del biplano. Egli decide di narrarle la fine della storia, giungendo al punto in cui il Piccolo Principe, sentendo troppo la lontananza dalla sua amata rosa, si lascia mordere da un serpente, morendo in pochi istanti. Addolorata per la morte del principe e arrabbiata per la scelta dell'aviatore, si infuria con l'anziano per averle raccontato la sua storia e per averle fatto perdere del tempo prezioso.
Dopo qualche giorno, però, l'aviatore si sente male e viene ricoverato in ospedale, perciò la piccola decide di andare a cercare il Piccolo Principe con l'aiuto del biplano del suo vecchio amico, pensando di riuscire a ripararlo da sé. Durante la notte esce di casa dalla finestra e si aggrappa al tubo della grondaia che però cede, andando a finire nel giardino del vicino e facendo cadere a terra la ragazzina, che sviene. La piccola sogna di incontrare il Piccolo Principe e di farlo ricongiungere con la sua amata rosa, dopo aver affrontato i vari personaggi della storia. Al risveglio si reca con sua madre a trovare il vecchio aviatore in ospedale, consapevole di aver capito il vero senso dell'amore e dell'amicizia, ovvero il potere del creare legami l'uno con l'altro.

## Produzione
Il budget del film è stato di circa 60 milioni di euro.
Il film è stato realizzato in CGI per quanto riguarda il piano narrativo che coinvolge la protagonista, mentre sono riprese in stop motion le scene che narrano la vicenda del Piccolo Principe.

## Distribuzione
Il primo trailer italiano viene diffuso il 14 aprile 2015 dalla Lucky Red.
La pellicola è stata presentata fuori concorso al Festival di Cannes 2015 il 22 maggio 2015, mentre è stata distribuita nelle sale cinematografiche italiane a partire dal 1º gennaio 2016.

## Riconoscimenti
- 2016 - Premio César[3][4]
  - Miglior film d'animazione
- 2016 - Annie Award[5]
  - Candidatura per la miglior colonna sonora in un film animato
  - Candidatura per la miglior scenografia in un film animato
- 2017 - Visual Effects Society[6]
  - Candidatura per i migliori effetti speciali in un film d'animazione